# 2017 у Тернопільській області
| Роки в Тернопільській області: ← · 2000 · 2001 · 2002 · 2003 · 2004 · 2005 · 2006 · 2007 · 2008 · 2009 · 2010 · 2011 · 2012 · 2013 · 2014 · 2015 · 2016 · 2017 · 2018 · 2019 · 2020 · 2021 · 2022 · 2023 · 2024 · 2025 Див. також: XIX століття · XX століття |

## Міста-ювіляри
- 910 років із часу заснування Теребовлі (1097);
- 590 років із часу першої письмової згадки про Чортків (1427).

## Річниці

### Річниці заснування, утворення
- 240 років тому (1777) засновано Монастириську тютюнову фабрику;
- 60 років тому (1957) засновано Струсівську заслужену самодіяльну капелу бандуристів «Кобзар»;
- 45 років тому (1972) засновано Хоростківський державний дендрологічний парк;
- Лютий — 30 років тому (1987) засновано меморіальний музей-садиба Леся Курбаса в с. Старому Скалаті Підволочиського району;
- Березень — 80 років тому (1937) засновано Кременецький краєзнавчий музей;
- 1 серпня — 20 років тому (1997) створено жіноче вокальне тріо «Солов'ї Галичини» Тернопільської обласної філармонії;
- 15 вересня — 50 років тому (1967) засновано Денисівський районний краєзнавчий музей.

### Річниці від дня народження
- 2 січня — 130 років від дня народження українського математика Миколи Чайковського (1887—1970);
- 3 січня — 150 років від дня народження української письменниці, публіцистки, педагога Євгенії Бохенської (1867—1944);
- 7 січня — 70 років від дня народження української драматичної акторки Віри Самчук (нар. 1947);
- 17 січня — 60 років від дня народження українського громадсько-культурного діяча Валерія Бачинського (нар. 1957);
- 19 січня — 60 років від дня народження українського художника Івана Сонсядла (нар. 1957);
- 24 лютого — 170 років від дня народження українського фольклориста й етнографа Мелітона Бучинського (1847—1903);
- 24 лютого — 110 років від дня народження релігійного діяча, ієромонаха-василіянина Віталія (в миру Володимира Байрака) (1907—1946);
- 22 березня — 90 років від дня народження українського літературознавця, фольклориста Теофіля Комаринця (1927—1991);
- 23 березня — 90 років від дня народження українського публіциста, церковного і громадського діяча, бібліотекаря Мирослава Лабуньки (1927—2003);
- 24 березня — 70 років від дня народження українського журналіста, поета, публіциста, редактора, громадського діяча Євгена Безкоровайного (1947—2015);
- 24 березня — 70 років від дня народження українського художника-різьбяра Мирона Білоуса (нар. 1947);
- 25 березня — 150 років від дня народження кардинала Української греко-католицької церкви Григорія (Хомишина) (1867—1945);
- 1 квітня — 70 років від дня народження української драматичної акторки Ярослави Мельник-Хованець (нар. 1947);
- 11 квітня — 80 років від дня народження українського актора, режисера, самодіяльного художника Олега Олійника (нар. 1937);
- 18 квітня — 70 років від дня народження української поетеси, перекладачки, лікаря, громадсько-політичної діячки Ганни Костів-Гуски (нар. 1947);
- 18 квітня — 120 років від дня народження українського актора, режисера, педагога Мар'яна Крушельницького (1897—1963);
- 19 квітня — 70 років від дня народження українського педагога, фольклориста, народознавця, режисера Михайла Крищука (нар. 1947);
- 3 травня — 120 років від дня народження українського актора, режисера, театрального діяча Януарія Бортника (1897—1938);
- 8 травня — 90 років від дня народження українського художника Ростислава Глувка (1927—1990);
- 15 травня — 160 років від дня народження українського адвоката, доктора права, письменника Андрія Чайковського (1857—1935);
- 21 травня — 80 років від дня народження українського літературознавця, літературного критика, громадсько-політичного діяча Романа Гром'яка (1937—2014);
- 26 травня — 110 років від дня народження українського церковного історика, літературознавця, публіциста, перекладача, видавця Теофіля Коструби (1907—1943);
- 7 червня — 140 років від дня народження релігійного діяча, першого українського єпископа в Канаді Никити (Будки) (1877—1949);
- 8 червня — 170 років від дня народження українського педагога, громадського діяча Олександра Барвінського (1847—1926);
- 12 червня — 90 років від дня народження українського педагога, літературознавця Володимира Гладкого (1927—1991);
- 19 червня — 150 років від дня народження українського священика, композитора, хорового диригента Євгена Купчинського (1867—1938);
- 19 червня — 70 років від дня народження українського письменника, економіста, громадського діяча Богдана Андрушківа (нар. 1947);
- 17 липня — 130 років від дня народження українського адвоката, громадського діяча Франца Свістеля (1887—1966);
- 24 липня — 120 років від дня народження української оперної співачки Іванни Синенької-Іваницької (1897—1988);
- 25 липня — 70 років від дня народження української вишивальниці Марії Варениці (нар. 1947);
- 18 серпня — 130 років від дня народження української співачки, педагога Ганни Крушельницької (1887—1965);
- 18 серпня — 70 років від дня народження українського поета, журналіста, кіносценариста Ярослава Сачка (1947—2007);
- 23 серпня — 150 років від дня народження українського письменника, критика, публіциста, літературознавця, педагога, громадського діяча Осипа Маковея (1867—1925);
- 24 серпня — 70 років від дня народження українського живописця-монументаліста Ярослава Новака (нар. 1947);
- 9 вересня — 120 років від дня народження українського диригента, педагога Євгена Цисика (1897—1956);
- 12 вересня — 80 років від дня народження української художниці Христини Куріци-Ціммерман (нар. 1937);
- 15 вересня — 140 років від дня народження української художниці Олени Кульчицької (1877—1967);
- 21 вересня — 70 років від дня народження української поетеси, педагога Любові Гонтарук (нар. 1947);
- 28 вересня — 70 років від дня народження українського педагога, громадського діяча Степана Бубернака (нар. 1947);
- 30 вересня — 90 років від дня народження української художниці в діаспорі Аки Перейми-Клим (нар. 1927);
- 28 жовтня — 70 років від дня народження українського художника з текстилю Дмитра Вонсика (нар. 1947);
- 4 листопада — 130 років від дня народження українського вченого-ентомолога, публіциста, громадського та культурного діяча, письменника Олександра Неприцького-Грановського (1887—1976);
- 14 листопада — 120 років від дня народження української драматичної артистки Ганни Бабіївни (1897—1979);
- 18 листопада — 170 років від дня народження українського економіста, статистика, поета, публіциста Володимира Навроцького (1847—1882);
- 3 грудня — 140 років від дня народження українського географа, академіка Степана Рудницького (1877—1937).

## Події
- 30 квітня — у Чорткові на Ринковій площі відкрили пам'ятник Карлу-Емілю Францозу[1].
- 19[2] травня — у Збаразькому замку встановили погруддя наймолодших героїв Небесної сотні Устима Голоднюка та Назарія Войтовича.[3]
- 9 липня — храм Непорочного Зачаття Пречистої Діви Марії в Буцневі тернопільського району отримав особливий привілей — віднині він є відпустовим місцем на наступні 7 років[4].
- 15—16 липня — Національна проща до Зарваниці[5].
- 18 липня — у с. Великі Дедеркали Шумського району відкрито новий сучасний геріатричний центр, участь у відкритті якого взяв міністр соціальної політики України Андрій Рева[6].
- 20 липня — на базі НОК «Червона калина» ТДМУ відбувся форум «Децентралізація основа формування нової системи управління та місцевого розвитку» за участю прем'єр-міністра України Володимира Гройсмана[7].
- Залісецька ЗОШ І-ІІІ ступенів носить ім'я українського військовика Андрія Чабана[8].
- 3 жовтня — працівники меморіально-пошукового підприємства «Доля» розпочали розкопки та ексгумацію тіл українців, розстріляних гестапівцями поблизу Ягільниці Чортківського району.
- 29 жовтня — у чотирьох громадах — Зборівській, Лановецькій, Саранчуківській та Хоростківській — відбулися вибори[9][10].
- 19 листопада — на Чортківському кладовищі перепоховали 60 загиблих, які були знайдені біля Ягільниці[11].

## З'явилися
- 12 жовтня — наказом начальника управління культури Тернопільської ОДА № 124-од Замчище у Шманьківцях Чортківського району внесено до Переліку щойно виявлених об'єктів культурної спадщини[12].
- 3 грудня —тернопільським журналістом і краєзнавцем Миколою Василечком заснована «Тернопільська енциклопедія» («Тернопедія») — онлайн-енциклопедія про Тернопілля[13].

## Зникли
- 7 березня, близько 8 ранку зруйнувався стовбур Золотої липи, пам'ятки природи в Бучачі — дерево фактично втрачене[14].

## Особи

### Померли
- 26 серпня — український інженер, підприємець, меценат, політик, військовик Володимир Стаюра, нар. 1966 у Буцневі Тернопільського району.

### Призначено, звільнено
- вересень — Ларису Римар призначено в. о. директора Тернопільського обласного державного музичного училищу імені Соломії Крушельницької замість Михайла Рудзінського[15].